# Mihailo Uvalin
Mihailo Uvalin (cyr. Михаило Увалин; ur. 12 sierpnia 1971) – serbski trener koszykarski.
W lipcu 2015 został trenerem zespołu Śląska Wrocław. W połowie listopada opuścił klub, a jego miejsce zajął Macedończyk Emil Rajković.
11 listopada 2021 objął stanowisko trenera HydroTrucka Radom. 14 lutego 2022 został zwolniony.

## Osiągnięcia
Drużynowe
- Mistrz:
  - Polski (2013)[5]
  - Belgii (2006)[5]
  - Jugosławii juniorów (1997)[6]
- Wicemistrz Polski (2014)
- Brązowy medalista mistrzostw Polski (2012)
- Finalista:
  - Pucharu Polski (2012)
  - Superpucharu Polski (2013)
- Awans do serbskiej Superligi z Mega Vizura (2007)[6]
- Uczestnik rozgrywek:
  - Euroligi (2013/14)
  - Eurocupu (2006/07, 2012–2014)

Indywidualne
- 2-krotnie Najlepszy Trener PLK według dziennikarzy (2012, 2013)[7]
- Trener drużyny TBL podczas meczu gwiazd TBL – NBL (2014)[8]